# Balakovo
Balakovo - Балаково (rus) - és una ciutat de l'óblast de Saràtov, a Rússia.

## Història
La història de Balakova comença durant el primer terç del segle xviii. A l'arxiu de Sant Petersburg fou descobert un document de l'any 1738 en què es menciona una propietat de cosacs que estava disposat a dues verstes (antiga mesura russa ≈ 1,06 km) de Volga. El decret de Caterina II el 14 de desembre del 1782 donà començament a la població a la vora esquerra del Volga. A finals del segle xvii Balakovo continuava ignorant el poder de terratinents. El 1780 fou inclosa en el domini de Saràtov.
El 1911 sortí a la llum un decret segons el qual Balakovo adquirí l'estatut de la ciutat amb el dret d'autonomia. La vetlla de la revolució de 1917 Balakovo tenia 6 esglésies, 7 col·legis, una central elèctrica, una fàbrica de fosa de ferro, una fàbrica mecànica del motor petrolier dels germans Mamin, els tallers de reparació de vaixells, i moltes altres petites indústries, així com un hospital públic i una biblioteca.
Des del 1956 fins al 1971 s'hi construí la central hidroelèctrica que menà a la inundació de la part de la riba de la ciutat i a la crescuda del Volga. És el que feu desenvolupar la ciutat, i molt aviat s'hi construí un complex industrial.

## Ciutats agermanades
- Pabianice, Polònia.
- Trnava, Eslovàquia.